# Riksmötet 1988/1989
Riksmötet 1988/89 var Sveriges riksdags verksamhetsår 1988–1989. Det följde på riksdagsvalet som hölls den 18 september 1988. Riksmötet pågick från riksmötets öppnande den 3 oktober 1988 till riksmötets avslutning den 8 juni 1989.
Riksdagens talman under riksmötet 1988/89 var Thage G. Peterson (S).

## Lagstiftning i urval
Datum indikerar tidpunkt för riksdagsbeslut.
- 1988-12-07: Lag (1988:1515) om äldre sedlar på tiotusen kronor
- 1988-12-13: Smittskyddslag (1988:1472)
- 1988-12-14: Produktsäkerhetslag (1988:1604)
- 1989-02-06: Lag (1989:41) om finansiering av radio och TV i allmänhetens tjänst
- 1989-05-03: Karantänslag (1989:290)
- 1989-06-06: Utlänningslag (1989:529)